# 1049 a.C.

## Eventos
- Início da Dinastia Zhou.[1][2]
- A Arca do Concerto é carregada para território israelita de Beth-shemesh em uma carroça.[3]
- Término da construção do Templo de Salomão.[4]

## Nascimento
- Saul, fundador do  Reino de Israel (m. 1004 a.C.).